# Running on Empty (álbum)
Running on Empty é um álbum de Jackson Browne, lançado em 1977.